# Мильц (река)
Мильц (нем. Milz) — река в Германии, протекает по землям Тюрингия и Бавария. Речной индекс 24412. Длина реки 36,44 км. Площадь бассейна реки 186,07 км². Высота устья 250 м.
Берёт начало в Тюрингии, пересекает границу с Баварией в районе одноимённого тюрингского городка Мильц.